# بری مارو
بری مارو (انگلیسی: Barry Morrow؛ زادهٔ ۱۲ ژوئن ۱۹۴۸) فیلم‌نامه‌نویس و تهیه‌کننده اهل ایالات متحده آمریکا است. وی همچنین برنده جوایزی همچون جایزه اسکار بهترین فیلم‌نامه غیراقتباسی شده است.